# Drosophila sampagensis
Drosophila sampagensis är en tvåvingeart som beskrevs av Muniyappa och C. Adinarayana Reddy 1980. Drosophila sampagensis ingår i släktet Drosophila och familjen daggflugor.
Artens utbredningsområde är Indien.